# John Neville, 3. Baron Neville de Raby

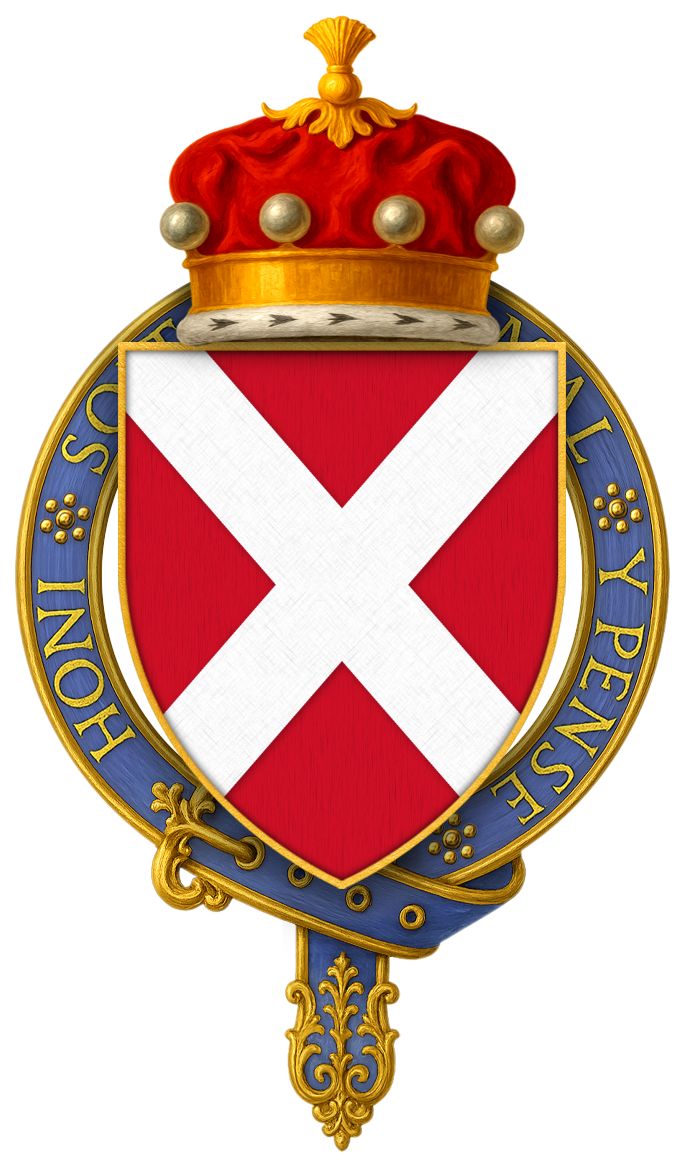
Wappen von John Neville, 3. Baron Neville de Raby, KG

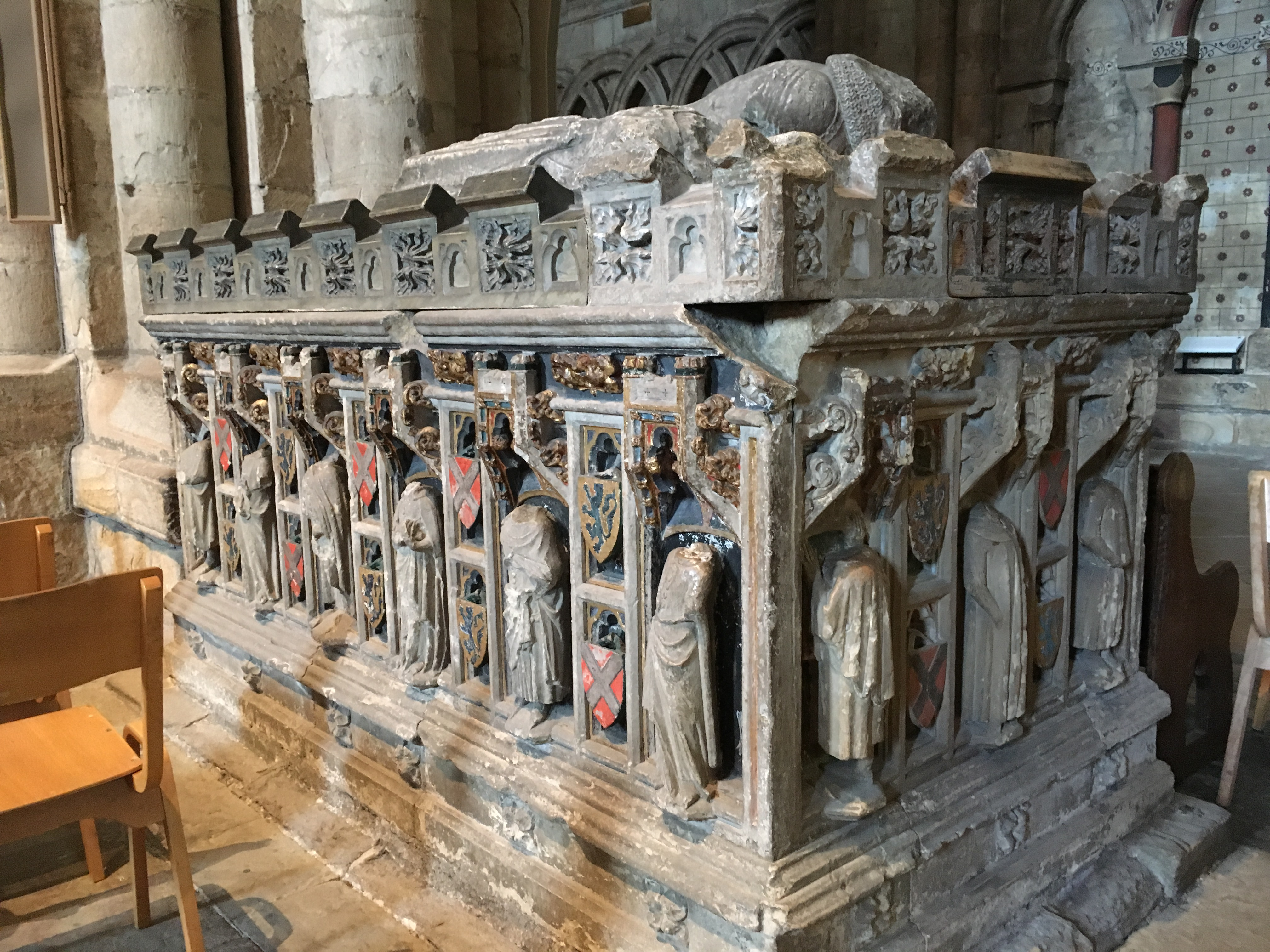
Grab von John Neville und seiner ersten Ehefrau Maud Percy, in der Durham Cathedral

John Neville, 3. Baron Neville de Raby, KG (* um 1330; † 17. Oktober 1388 in Newcastle upon Tyne), war ein englischer Peer und Militär.

## Herkunft
John Neville war der älteste Sohn von Ralph Neville, 2. Baron Neville de Raby (um 1291–1367), und dessen Ehefrau Alice Audley (um 1300–1374), einer Tochter von Sir Hugh de Audley, Gutsherr von Stratton Audley in Oxfordshire, und Schwester von Hugh de Audley, 1. Earl of Gloucester, 1. Baron Audley (um 1291–1347). Er hatte fünf Brüder, darunter Alexander Neville, Erzbischof von York, und vier Schwestern.

## Laufbahn
Er diente 1345 und 1349 unter Prinz Henry of Grosmont im Hundertjährigen Krieg in der Gascogne. Am 17. Oktober 1346 kämpfte er in der Schlacht von Neville’s Cross als Captain unter dem Oberbefehl seines Vaters gegen die Schotten. 1359/60 nahm er am Reims-Feldzug König Eduards III. teil und wurde dabei, nachdem er sich 1360 bei einem Scharmützel vor den Mauern von Paris unter Führung von Walter Mauny, 1. Baron Mauny, besonders ausgezeichnet hatte, vom König zum Knight Bachelor geschlagen. 1366 wurde er erneut in Aquitanien eingesetzt und beteiligte sich wahrscheinlich 1367 am Spanien-Feldzug des Prinzen Edward of Woodstock und der Schlacht von Nájera.
Beim Tod seines Vaters am 5. August 1367 erbte er dessen Adelstitel als Baron Neville de Raby und wurde im Oktober des gleichen Jahres mit dessen Ländereien in England und Schottland belehnt. Im Frühjahr 1368 wurde er erstmals ins Parlament einberufen.
1368 war er einer von mehreren Gesandten in Frankreich. 1369 wurde er als Knight Companion in den Hosenbandorden aufgenommen. 1370 wurde er zum Knight Banneret erhoben. Im Juli 1370 wurde er zum Admiral of the North ernannt. Im November 1370 war einer von mehreren Unterhändlern gegenüber der Republik Genua. 1372 war er Steward of the King’s Household, im Juli des gleichen Jahres nahm er an einem Feldzug in der Bretagne teil. 1377 wurde er auf Lebenszeit als Vogt von Bamburgh Castle eingesetzt. Die nächsten Jahre diente er in Schottland und den Scottish Marches. 1378 hatte er die Erlaubnis, seinen Stammsitz Raby Castle zu befestigen (licence to crenellate). Im Juni des gleichen Jahres diente er in der Gascogne, wo er Vogt von Burg Fronsac und Lieutenant der Gascogne war. Er blieb mehrere Jahre in der Gascogne und gehörte zu denen, die 1381 die Belagerung von Mortaigne beendeten.
Nach seiner Rückkehr nach England wurde er zum Lord Warden of the Marches ernannt, 1381 in Gemeinschaft später dann alleine. Im Mai 1383 gehörte er der Gesandtschaft an, die den Frieden mit Schottland aushandeln sollte. Im Juli 1385 begleitete er König Richard II. nach Schottland.
John Neville starb in Newcastle upon Tyne am 17. Oktober 1388. In seinem Testament ordnete er seine Bestattung in der Durham Cathedral neben seiner ersten Ehefrau an. Sein Nachfolger wurde sein ältester Sohn Ralph Neville.

## Ehen und Nachkommen
John Neville war zwei Mal verheiratet. Seine erste Ehe schloss er vor 1362 mit Maud Percy († vor 18. Februar 1379), einer Tochter von Henry Percy, 2. Baron Percy, und Idoine de Clifford, einer Tochter von Robert de Clifford, 1. Baron de Clifford. Mit ihr hatte er sieben Kinder:
- Ralph Neville, 1. Earl of Westmorland, 2. Baron Neville de Raby (um 1364–1425);
- Thomas Neville, de iure uxoris 5. Baron Furnivall, ⚭ Joan Furnival, 5. Baroness Furnivall;
- Alice Neville, ⚭ William Deincourt, 3. Baron Deincourt;
- Maud Neville, ⚭ William Scrope;
- Idoine Neville;
- Eleanor Neville († nach 1440), ⚭ Ralph Lumley, 1. Baron Lumley;
- Elizabeth Neville, Nonne im Klarissenkloster am Aldgate, London.

Am 9. Oktober 1381 war er in zweiter Ehe mit Elizabeth Latimer († 5. November 1395) verheiratet, Tochter und Erbin von William Latimer, 4. Baron Latimer; sie heiratete nach seinem Tod in zweiter Ehe Robert Willoughby, 4. Baron Willoughby de Eresby (* um 1348/50; † 9. August 1396). Aus dieser Ehe hatte er zwei Kinder:
- John Neville, 6. Baron Latimer (* um 1382; † 10. Dezember 1430), ⚭ (1) Maud Clifford († um 26. August 1446), Tochter von Thomas de Clifford, 6. Baron de Clifford, die Ehe wurde vor 1413/17 geschieden, sie heiratete in zweiter Ehe Richard of Conisburgh, 1. Earl of Cambridge;
- Elizabeth Neville, ⚭ vor 27. Mai 1396 Sir Thomas Willoughby († kurz vor 20. August 1417), Sohn von Robert Willoughby, 4. Baron Willoughby de Eresby (* um 1348/50; † 9. August 1396).